# Geomdan-dong (Daegu)
Geomdan-dong (koreanska: 검단동) är en stadsdel i staden Daegu i den centrala delen av Sydkorea, 240 km sydost om huvudstaden Seoul. Den ligger i stadsdistriktet Buk-gu.